# Cantonul Saint-Dizier-Centre
Cantonul Saint-Dizier-Centre este un canton din arondismentul Saint-Dizier, departamentul Haute-Marne, regiunea Champagne-Ardenne, Franța.